# باب هاتون
باب هاتون (انگلیسی: Bob Hutton؛ ۴ دسامبر ۱۸۷۲ – ۹ ژوئیهٔ ۱۹۲۰) ورزشکار اهل بریتانیا بود.
وی در مسابقات کشوری و بین‌المللی در مجموع برندهٔ ۱ مدال برنز شده‌است.